# Цівка (зброя)

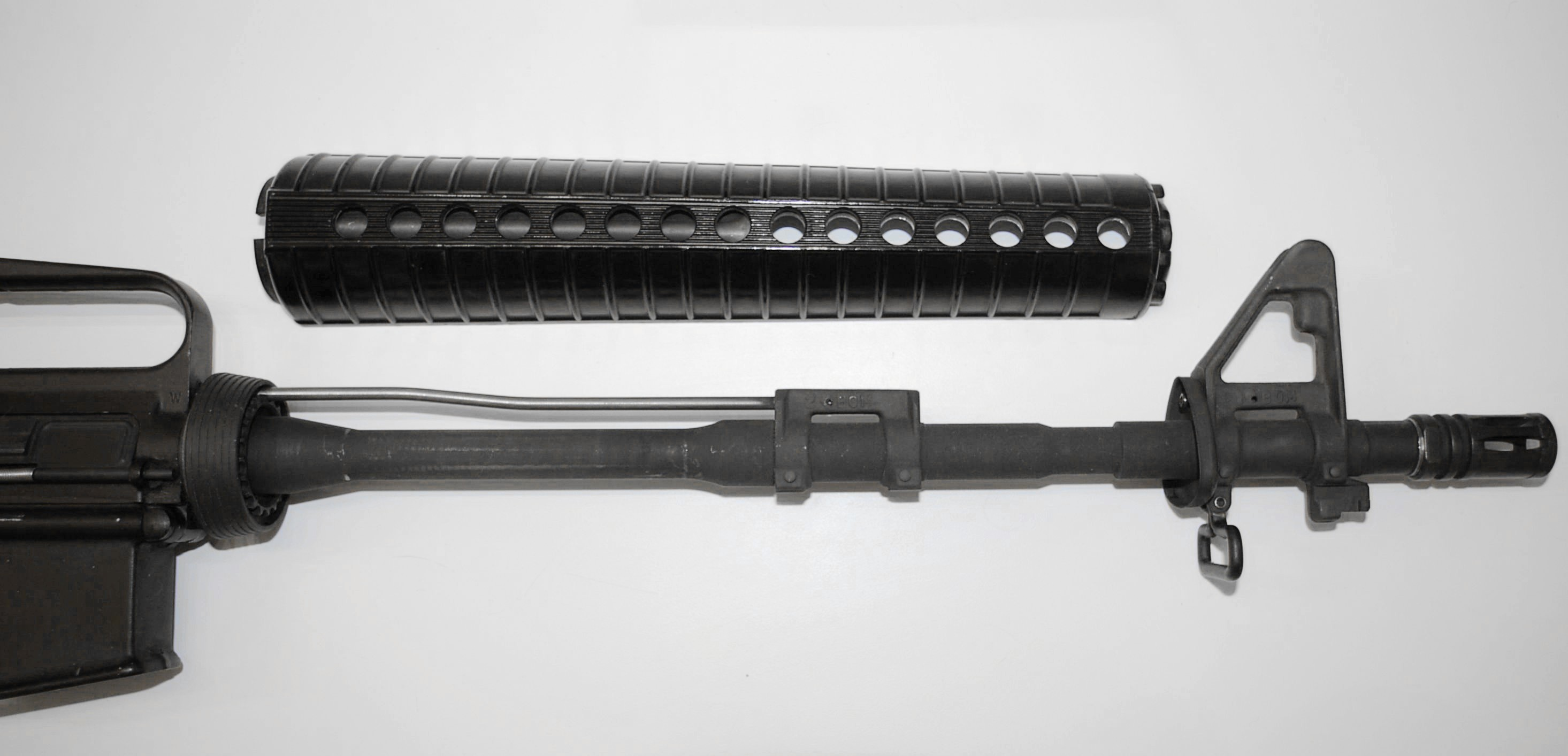
Цівка CAR-15

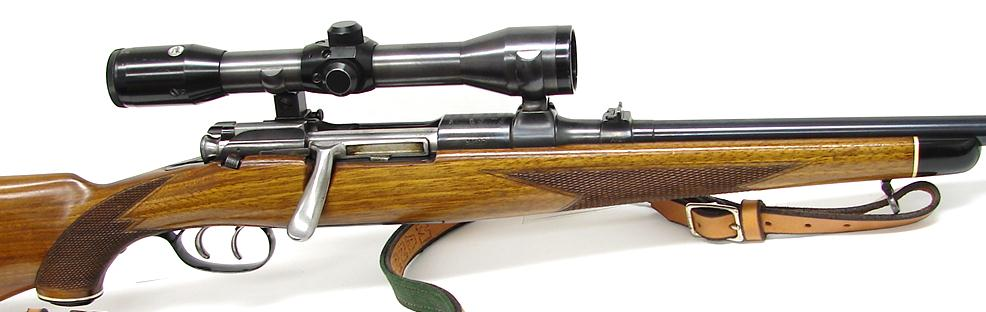
Гвинтівка з цільною ложею — приклад з цівкою, як одне ціле

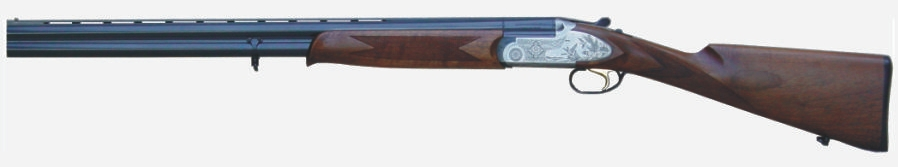
Традиційна цівка мисливської рушниці — дерев'яна, виконана окремо від приклада

Ці́вка — нижня, або верхня частина ложі зброї, що частково або повністю закриває цівку (ствол) та ствольну коробку (залежно від конструкції). Цівка створює контрольоване середовище для вибуху пороху, який приводить до викиду кулі або снаряду. У процесі вогнепального вибуху порох запалюється, утворюючи великий об'єм газу, який тисне на кулю або снаряд і проганяє їх через цівку зброї у напрямку цілі. Через що ствол нагрівається. Таким чином, основа функція цівки — запобігання небажаного прямого контакту зі стволом (наприклад, випадковому зіткненню з навколишніми предметами або випадковому дотику стрілка до гарячого ствола, що може призвести до опіків). 
Цівка також забезпечує стрілку точку захоплення, що дозволяє йому стабільно утримувати зброю та контролювати її під час пострілу. Форма та конструкція цівки можуть значно відрізнятися залежно від типу зброї та її функціональних вимог. Наприклад, в автоматів АК-74 цівка може мати форму ручки для зручного прикладання до плеча та утримання зброї при прицільній стрільбі, а у пістолетів вона найчастіше є горизонтальною планкою для зручного захоплення. Також дуже часто цівки мають ребристу структуру, або збільшити зчеплення з перчатками стрільця — щоб зменшити ризик вислизання зброї з рук.
У рушницях над стволом часто встановлюють тонку цівку (mirage shield) для захисту від диму, який утворюється внаслідок нагрівання ствола та може заважати прицілюванню.
Повнорозмірні цівки зазвичай встановлюються на кулемети з повітряним охолодженням, де часті швидкі постріли або безперервний автоматичний вогонь роблять ствол надзвичайно гарячим і небезпечним для користувача. Однак, кожухи також можна використовувати на напівавтоматичній зброї, особливо з легкими стволами, оскільки навіть невелика кількість пострілів може нагріти ствол настільки, що за певних обставин він може завдати травми користувачеві.
Цівка виготовляється з дерева, полімерів або металу. При стрільбі правшою з рушниць, гвинтівок і карабінів ліва рука стрільця, як правило, підтримує зброю і знаходиться на цівці.
У помпових рушницях цівка рухоме вздовж цівки та слугує також для перезаряджання зброї. Цівки для пістолетів зазвичай менші за розмірами та мають менш складну конструкцію. Вони дозволяють монтувати обмежену кількість аксесуарів, зберігаючи при цьому компактність і зручність у використанні.
Цівка має внутрішній профіль, який називається нарізом. Наріз відповідає за створення обертального руху на кулі або снаряді під час його руху по цівці. Цей обертальний рух, викликаний нарізом, надає кулі або снаряду стабільність під час польоту, підвищуючи точність стрільби та зменшуючи його квапливість. Крім того, цівки можуть мати різні характеристики, такі як:
- довжина;
- діаметр;
- форма;
- матеріал тощо.

Згадані характеристики можуть впливати на ефективність зброї. Наприклад, довга цівка зазвичай забезпечує більшу швидкість кулі та дальність польоту, а також підвищує точність зброї на великій відстані.

## Функції цівки
Основні функції цівки включають:
- Утримання зброї. Цівка забезпечує точку опори для стрільця, дозволяючи їй утримувати зброю стабільно під час стрільби. Це важливо для забезпечення точності пострілів та контролю над зброєю.
- Підтримка та стабілізація. Деталь може бути опорою для стабілізації зброї під час стрільби, особливо при стрільбі на далекі дистанції. Це допомагає зменшити тремтіння рук і підвищити точність пострілів.
- Управління зброєю. Цівка також забезпечує точку застосування сили для управління зброєю, що полегшує її маневрування та наведення на ціль. Це особливо важливо при виконанні тактичних дій або швидкій зміні розташування при стрільбі. Наприклад, цівка облегшує повну і неповну перекладку.
- Встановлення допоміжного обладнання. Цівки дозволяють користувачам монтувати різноманітні аксесуари, такі як оптичні приціли, ліхтарі, лазери, руків'я та інші тактичні пристрої.
- Зниження ризику деформації ствола. Цівка  створює додаткове ребро жорсткості, що підвищує міцність зброї та продовжує її експлуатаційний термін.[4]
- Поліпшення зовнішнього вигляду. Якісна полімерна цівка додає зброї індивідуальності.

## Типи цівки
Цівки можуть мати унікальну форму і конструкцію залежно від типу зброї та її передбачуваного використання. Деякі з основних типів цівки включають:
- Традиційна цівка гвинтівки. Цей тип цівки найчастіше зустрічається на класичних гвинтівках. Воно зазвичай має пряму форму і може бути виготовлене з дерева, пластику або металу. Така цівка забезпечує зручне прикладання зброї до плеча та стабільне утримання при стрільбі на далекі дистанції.
- Підствольна цівка. Цей тип цівки розташовується під стволом зброї й зазвичай використовується на автоматах та штурмових гвинтівках. Воно надає додаткову опору для стабілізації зброї та може бути оснащено тактичними аксесуарами, такими як ліхтарі чи лазерні покажчики.
- Ручки цівки. Однією з особливих особливостей певних моделей зброї, таких як пістолети-кулемети або пістолети, є інтегрована цівка у формі упора. Цей дизайн не тільки сприяє більш ефективному контролю над зброєю, а й забезпечує оптимальний комфорт під час носіння та використання у бойових умовах.

Також серед найпопулярніших видів цівки фахівці виділяють фіксовані, рухомі та тактичні. При виборі цівки рекомендується звертати увагу на наявність планки для додаткових елементів, матеріал виготовлення, розміри та зовнішній вигляд. Різним модифікаціям цівки характерна наявність певних особливостей з можливістю взаємозаміни накладок на стволи різної зброї. Також вище згадані характеристики можуть впливати на ефективність зброї. Наприклад, довга цівка зазвичай забезпечує більшу швидкість кулі та дальність польоту, а також підвищує точність зброї на великій відстані.

## Тактичні цівки
Окрім звичайних, штатних, є тактичні цівки, що дозволяють закріплювати на зброю додаткове устаткування на кшталт прицілу, переднього руків'я, тактичного ліхтарика тощо. Тактичні цівки значно розширюють можливості зброї, дозволяючи стрільцям налаштовувати її відповідно до конкретних завдань та умов. Вони підвищують комфорт і точність стрільби, забезпечують швидкий доступ до додаткових аксесуарів, що покращує загальну ефективність зброї. Тактичні цівки для гвинтівок зазвичай мають довшу і ширшу конструкцію, що дозволяє монтувати більше аксесуарів. Вони виготовляються з міцних і легких матеріалів, таких як алюміній або полімери, що забезпечує надійність і довговічність.

## Розташування
Розташування цівки на зброї залежить від її типу та конструкції. Зазвичай цівка розташовується в передній частині зброї, але конкретне розташування може відрізнятися. Наприклад, у гвинтівок цівка розташовується під стовбуром або прикріплена до нижньої частини, тоді як у пістолетів вона може бути прикріплена до передньої частини рами або корпусу зброї.

## Встановлення та налаштування
Процедура встановлення тактичної цівки зазвичай включає наступні кроки:
1. Зняття старої цівки (якщо вона є).
2. Підготовка зброї до встановлення нової цівки.
3. Прикріплення цівки до ствола або ресивера за допомогою спеціальних кріплень.
4. Перевірка надійності кріплення та відсутності люфтів.
5. Налаштування для максимальної ефективності

Після встановлення цівки важливо налаштувати її для максимальної ефективності. Це включає:
1. Правильне розташування аксесуарів.
2. Перевірку зручності хвата.
3. Тестування на полігоні для впевненості в надійності та зручності використання.[7]

Для збереження працездатності тактичних цівок слід регулярно проводити їх очищення та перевірку:
1. Очищення від бруду та залишків пороху після кожного використання.
2. Перевірка на наявність пошкоджень і зносу.
3. Змащення рухомих частин для запобігання корозії та забезпечення плавного функціонування.

## Критерії вибору
При виборі тактичної цівки слід враховувати кілька ключових факторів:
- Тип зброї: гвинтівка, пістолет, рушниця.
- Матеріали виготовлення: алюміній, полімери тощо.
- Системи кріплення: M-LOK, KeyMod, Picatinny.
- Функціональність: можливість монтажу різноманітних аксесуарів.
- Вага і розміри: вплив на баланс та маневреність зброї.